# Спадафора
Спадафо́ра (итал. Spadafora, сиц. Spatafora) — коммуна в Италии, располагается в регионе Сицилия, подчиняется административному центру Мессина.
Население составляет 5322 человека (на 2004 г.), плотность населения составляет 524 чел./км². Занимает площадь 10 км². Почтовый индекс — 98048. Телефонный код — 090.
Покровителем населённого пункта считается святой Иосиф Обручник. Праздник ежегодно празднуется 19 марта и в третье воскресение июля.